# Kanton Saint-Genis-de-Saintonge
Der Kanton Saint-Genis-de-Saintonge war bis 2015 ein französischer Wahlkreis im Département Charente-Maritime und in der damaligen Region Poitou-Charentes. Er umfasste 16 Gemeinden im Arrondissement Jonzac; sein Hauptort (frz.: chef-lieu) war Saint-Genis-de-Saintonge. Die landesweiten Änderungen in der Zusammensetzung der Kantone brachten im März 2015 seine Auflösung.
Der Kanton war 208,63 km2 groß und hatte 7976 Einwohner (Stand: 2012).

## Gemeinden
| Gemeinde                    | Einwohner (Stand: 2022) | Code postal | Code Insee |
| --------------------------- | ----------------------- | ----------- | ---------- |
| Bois                        | 519                     | 17240       | 17050      |
| Champagnolles               | 687                     | 17240       | 17084      |
| Clam                        | 405                     | 17500       | 17108      |
| Clion                       | 847                     | 17240       | 17111      |
| Givrezac                    | 77                      | 17260       | 17178      |
| Lorignac                    | 511                     | 17240       | 17210      |
| Mosnac                      | 489                     | 17240       | 17250      |
| Plassac                     | 666                     | 17240       | 17279      |
| Saint-Dizant-du-Gua         | 501                     | 17240       | 17325      |
| Saint-Fort-sur-Gironde      | 907                     | 17240       | 17328      |
| Saint-Genis-de-Saintonge    | 1252                    | 17240       | 17331      |
| Saint-Georges-Antignac      | 407                     | 17240       | 17332      |
| Saint-Germain-du-Seudre     | 406                     | 17240       | 17342      |
| Saint-Grégoire-d’Ardennes   | 144                     | 17240       | 17343      |
| Saint-Palais-de-Phiolin     | 214                     | 17800       | 17379      |
| Saint-Sigismond-de-Clermont | 162                     | 17240       | 17402      |